# 派克縣 (肯塔基州)
派克縣（英語：Pike County）是美國肯塔基州最東部的一個縣，東界維吉尼亞州，南界西維吉尼亞州。面積2,043平方公里，因為也是該州面積最大的縣。根據美國2000年人口普查，共有人口68,736人。縣治派克维尔 (Pikeville)。
成立於1821年12月19日，縣名紀念美國探險家紀伯倫·蒙哥馬利·派克。